# Коніерс (Джорджія)
Коніерс (англ. Conyers) — місто (англ. city) в США, в окрузі Рокдейл штату Джорджія. Населення — 17 305 осіб (2020).

## Географія
Коніерс розташований за координатами 33°39′24″ пн. ш. 83°58′56″ зх. д. / 33.65667° пн. ш. 83.98222° зх. д. (33.656626, -83.982361).  За даними Бюро перепису населення США в 2010 році місто мало площу 30,54 км², з яких 30,21 км² — суходіл та 0,33 км² — водойми.

## Демографія
Згідно з переписом 2010 року, у місті мешкало 15 195 осіб у 5661 домогосподарстві у складі 3642 родин. Густота населення становила 497 осіб/км².  Було 6615 помешкань (217/км²).
Расовий склад населення:
| - 56,6 % — чорних або афроамериканців - 29,9 % — білих - 1,4 % — азіатів - 0,3 % — корінних американців - 0,1 % — вихідців з тихоокеанських островів - 9,4 % — осіб інших рас |

До двох чи більше рас належало 2,3 %. Частка іспаномовних становила 16,3 % від усіх жителів.
За віковим діапазоном населення розподілялося таким чином: 29,3 % — особи молодші 18 років, 60,9 % — особи у віці 18—64 років, 9,8 % — особи у віці 65 років та старші. Медіана віку мешканця становила 30,7 року. На 100 осіб жіночої статі у місті припадало 82,7 чоловіків;  на 100 жінок у віці від 18 років та старших — 74,8 чоловіків також старших 18 років.
Середній дохід на одне домашнє господарство  становив 43 890 доларів США (медіана — 37 293), а середній дохід на одну сім'ю — 45 490 доларів (медіана — 39 292). Медіана доходів становила 32 722 долари для чоловіків та 33 377 доларів для жінок. За межею бідності перебувало 27,8 % осіб, у тому числі 38,3 % дітей у віці до 18 років та 17,4 % осіб у віці 65 років та старших.
Цивільне працевлаштоване населення становило 6281 осіб. Основні галузі зайнятості: освіта, охорона здоров'я та соціальна допомога — 20,5 %, виробництво — 15,6 %, роздрібна торгівля — 13,9 %.

## Відомі люди
- Голлі Гантер (* 1958) — американська акторка.

Дакота Феннінг - акторка